# Armonía de las esferas

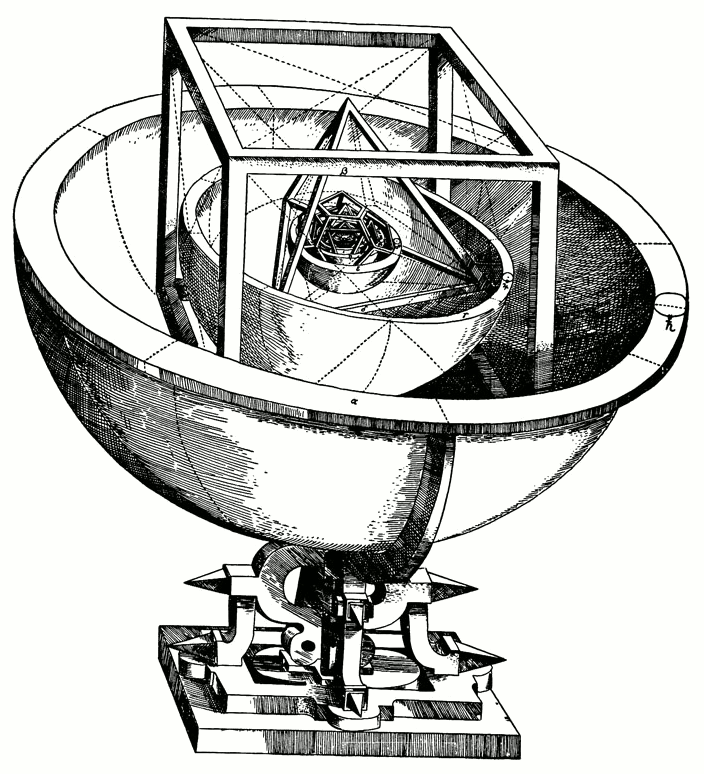
Modelo de los sólidos platónicos del Sistema Solar, propuesto por el astrónomo y matemático Johannes Kepler en 1596, en su Misterium Cosmographicum.

La armonía de las esferas es una antigua teoría de origen pitagórico, basada en la idea de que el universo está gobernado según proporciones numéricas armoniosas y que el movimiento de los cuerpos celestes según la representación geocéntrica del universo — el Sol, la Luna y los planetas — se rige según proporciones musicales; las distancias entre planetas corresponderían, según esta teoría, a los intervalos musicales.
La expresión griega harmonia tou kosmou se traduce como «armonía del cosmos» o «música universal»; la palabra armonía se entiende aquí por las buenas proporciones entre las partes y el todo, en un sentido matemático pero también «esotérico», según el misticismo pitagórico. A su vez, como afirma Filolao, filósofo pitagórico, "La armonía sólo nace de la conciliación de contrarios, pues la armonía es unificación de muchos términos que se hallan en confusión y acuerdo entre elementos discordantes"  La palabra música (mousikê) hace referencia a «el arte de la Musas» y a «Apolo», es decir, a "la cultura del espíritu artístico o científico". El término «esferas» es de origen aristotélico y designa la zona de influencia de un planeta (Tratado del Cielo).
La teoría de la armonía de las esferas de los pitagóricos está documentada en textos antiguos desde Platón (La República, 530d y 617b; Critón, 405c) y sobre todo Aristóteles (Tratado del cielo, 290b12). Esta teoría continuó ejerciendo influencia en grandes pensadores y humanistas incluso hasta el final del Renacimiento.

## Variantes
En los textos antiguos la teoría conoce muchas variantes. Se pueden hacer tres grandes distinciones, si bien esta clasificación no está propuesta en las fuentes originales.
- En un primer tiempo, la «música celeste» está compuesta de una escala ascendente o descendente que procede por grados conjuntos, y en la cual los intervalos se definen por las distancias entre los planetas. Así, en Plinio el viejo (Historia Natural II, 84), la distancia Tierra-Luna está evaluada en un tono, y los planetas se escalonan según una gama ascendente.

- Un segundo tipo de teoría propone igualmente una gama que procede por intervalos conjuntos — de un semitono o de un tono, y excepcionalmente un tono y medio — y en la cual los intervalos entre los planetas se definen por la velocidad relativa de los planetas. Es la interpretación debida posiblemente a Cicerón en el conocido Somnium Scipionis que culminaba su República, VI,18. El sonido emitido por la Luna, que es el planeta que gira más despacio, se presenta así como el más grave, mientras que la «esfera inmóvil» emite el sonido más agudo.

- El tercer tipo de armonía de las esferas se debe a una interpretación del conocido pasaje del Timeo (35-36), en el que Platón describe la fabricación de las proporciones del «Alma del Mundo» por el Demiurgo. El pasaje se basa en la serie numérica 1, 2, 3, 4, 9, 8, 27 — que corresponde a la fusión de la serie de las primeras potencias de 2 (2, 4, 8) y de la serie de las primeras potencias de 3 (3, 9, 27). De esta serie, se pueden extraer relaciones numéricas sobre las cuales se basan los intervalos musicales: la razón 1 a 2 (razón doble) corresponde a la octava; la razón 2 a 3 (razón llamada hemiolia - en griego, y sesquialtera en latín) a la quinta; la razón 3 a 4 (epitrito o sesquitercio) a la cuarta; finalmente, la razón 9 a 8 (sesquioctava) al tono. Este difícil pasaje es interpretado de maneras diversas en numerosas especulaciones neoplatónicas, que utilizan esta serie para describir las relaciones entre los planetas — se puede evocar la interpretación de Macrobio, en el Commentarium in Ciceronis Somnium Scipionis, II, 2-4. Según Luc Brisson, "tres tipos de intervalos corresponden a razones musicales conocidas de la época de Platón: la cuarta 4/3, la quinta 3/2 y el tono 9/8. (...) Considerado desde un punto de vista estrictamente musical, la estructura matemática del «Alma del mundo» tendría entonces 4 octavas, una quinta y un tono: 2/1 x 2/1 x 2/1 x 2/1 x 3/2 x 9/8 = 27. Hay que remarcar no obstante, que Platón no tiene ninguna intención de hacer la teoría del tipo de música que podrían emitir los cuerpos celestes".[4]

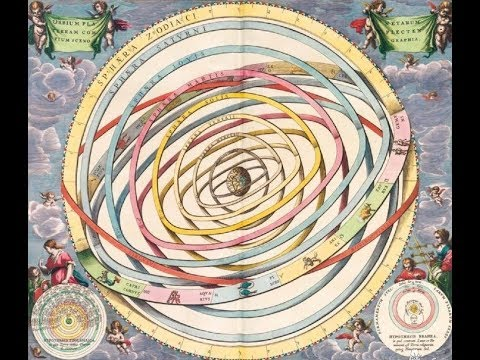

## Historia
Se atribuye a Pitágoras el descubrimiento de la relación entre el tono de la nota musical y la longitud de la cuerda que lo produce: el tono de la nota de una cuerda está en proporción con su longitud, y que los intervalos entre las frecuencias de los sonidos armoniosos forman razones numéricas simples (véase también «Martillos de Pitágoras»). En la teoría conocida como «la armonía de las esferas», Pitágoras propone que el Sol, la Luna y los planetas emiten un único zumbido basado en su revolución orbital, y que la cualidad de la vida en la Tierra refleja el tenor de los sonidos celestiales que son imperceptibles para el oído humano.
Para Filolao, matemático y astrónomo pitagórico, año 400 a. C., el mundo es «armonía y número», todo se halla ordenado según proporciones que corresponden a tres consonancias básicas para la música: 1:2 (armonía), 2:3 (quinta), 3:4 (cuarta). La música por tanto muestra de manera diáfana, en sus propias relaciones, la naturaleza de la armonía universal. La música entendida en este contexto no es necesariamente exclusivamente instrumental, sino que responde más bien a un concepto abstracto (así cobra relevancia, por ejemplo, el estudio de los intervalos). Nicómaco de Gerasa (también pitagórico, hacia el año 200) asigna las notas de la octava a los cuerpos celestes, de manera que generan una música.
Platón presenta la noción en La República, X, 616-617. Describe un orden de ocho círculos u órbitas: estrellas fijas, Saturno, Júpiter, Marte, Mercurio, Venus, Sol, Luna, que se distinguen por su rango de distancias, su color y la velocidad de revolución. La unidad de medida, según Platón, es el intervalo Tierra/Luna (Timeo, 35 b). Los términos de la serie del «Alma del mundo» (1, 2, 3, 4, 9, 8, 27) representan las distancias de los planetas a la Tierra, medidas en razón de la distancia de la Luna a la Tierra tomada como unidad. Luna 1, Sol 2, Mercurio 3, Venus 4, Marte 8, Júpiter 9, Saturno 27 (Timeo, 36 d).
Es Aristóteles el primero en dar una exposición crítica de la noción pitagórica de las armonía de las esferas:
"Debemos ver evidentemente, después de todo lo que precede, que, cuando nos hablan de una armonía resultante del movimiento de esos cuerpos, igual a la armonía de sonidos que se entrelazan, se está haciendo una comparación muy brillante, sin duda, pero vana; esa no es la verdad de ningún modo. Hay en efecto gente [los pitagóricos] que se figura que el movimiento de cuerpos tan grandes [los planetas] debe producir necesariamente ruido, pues escuchamos alrededor nuestro los ruidos que hacen cuerpos que ni tienen tanta masa, ni una velocidad igual a la del Sol o la Luna. Por ello, uno se cree autorizado a concluir que astros tan numerosos e inmensos que aquellos que tienen este prodigioso movimiento de traslación, no pueden andar sin hacer un ruido de una intensidad desmesurada. Admitiendo en principio esta hipótesis, y suponiendo que estos cuerpos, gracias a sus distancias respectivas, están por sus velocidades en la misma proporción que las armonías, estos filósofos llegan a pretender que la voz de los astros, que se mueven en círculos, es armoniosa. Pero como sería muy sorprendente que nosotros no escucháramos esta pretendida voz, nos explican la causa, diciendo que ese ruido data para nuestros oídos desde el momento mismo de nuestro nacimiento. Esto hace que no distingamos el ruido, es que no hemos tenido nunca el contraste del silencio, que sería su contrario; pues la voz y el silencio, se hacen así distinguir recíprocamente el uno del otro. Pero, al igual que los herreros, por el hábito del ruido que hacen, no se dan más cuenta de la diferencia, así igualmente, dicen, sucede a los hombres. Esta suposición, lo repito, es muy ingeniosa y muy poética; pero es absolutamente imposible que sea así." (Aristóteles, "Tratado del Cielo", II, cap 9, 290).
La representación pitagórica del universo como una armonía tuvo tanto éxito en la Antigüedad, que Boecio, al comienzo de su De institutione musica (I,2), la incluye como una de las tres partes de la música — en su célebre tripartición entre musica mundana (música del mundo, o armonía de las esferas), musica humana (música del hombre, es decir, armonía interior que une las partes del alma y los elementos del cuerpo) y musica in instrumentis (música instrumental, en el sentido que la entendemos hoy). El éxito de esta representación del mundo, vehiculada por toda la tradición antigua retomada por Boecio, no se debilitará durante el transcurso de la Edad Media.
Johannes Kepler, en su Mysterium cosmographicum (1596), pone en relación los aspectos de los que hablan los astrólogos (relaciones angulares entre planetas) y los intervalos musicales. La oposición (planetas a 180°): razón del círculo entero a su mitad: 2:1 (octava); el trígono (planetas a 120°): razón del conjunto a la menor de las partes: 3:2 (quinta); el cuadrado (planetas a 90°): razón del conjunto a la mayor de las partes: 4:3 (cuarta). Sobre todo, en su Harmonices mundi (1619), Kepler funda la «música celeste», ya no basado en las distancias entre planetas sino en la velocidad de los mismos, en función de la segunda ley de Kepler (ley de las áreas: la velocidad de un planeta aumenta cuando este se acerca al Sol). El planeta más lejano al Sol, Saturno, durante el afelio, cubre cada día 106 segundos de arco de elipse; en el perihelio, 135; esto equivale (a menos de 2 segundos) a una razón de 4 a 5, que es la tercera mayor. Júpiter da la tercera menor, Marte la quinta, la Tierra el semitono, Venus el sostenido y Mercurio la octava aumentada de la tercera menor. Kepler supone que el tono de Saturno en el afelio es la nota «sol», en su perihelio la nota «si». El conjunto de los planetas constituye un coro en que los bajos corresponden a Saturno y Júpiter, el tenor a Marte, el contralto a la Tierra y Venus, el soprano a Mercurio.
Michael Maier, médico y alquimista, en 1622 expone que hay "un tercio" de la Tierra a la Luna, "una quinta" de la Luna al Sol, y "una octava" del Sol hasta el cielo (Cantilenae intellectuales de phoenice redivivo, Canciones intelectuales sobre la resurrección del fénix).
La ley de Titius-Bode (1772) es una nueva clase de teoría de la armonía planetaria. En 1702, James Gregory describe la secuencia de números 4, 7, 10, 15, 52, 95, para representar las distancias de los planetas en 1/10 del radio de la órbita terrestre (1.5 millones de kilómetros). En 1766, Titius enuncia una relación empírica entre los radios de las órbitas de los planetas y de los planetas enanos del Sistema Solar, basado en una progresión geométrica de razón 2. En 1772, Bode retoma la teoría: si se considera 4 como la distancia media entre Mercurio y el Sol, y si se agrega la serie 3 x 1, 3 x 2, 3 x 4, 3 x 8, etc. se obtienen cifras que se aproximan mucho a la distancia media real de los planetas con respecto al Sol, calculada en unidades astronómicas (distancia media entre la Tierra y el Sol).[cita requerida]
- Mercurio: distancia = 4 (0,387) do
- Venus: distancia = 7 (0,723) re
- Tierra: distancia = 10 (1,000) sol
- Marte: distancia = 16 (1,524) do
- Céres: distancia = 28 (2,77) re
- Júpiter: distancia = 52 (5,203) si bemol
- Saturno: distancia = 100 (9,539) mi
- Urano: distancia = 196 (19,182) mi+
- Neptuno: distancia = 388 (30,055) la

El cristalógrafo Victor Goldschmidt utilizó como unidad astronómica no la distancia Tierra-Sol, sino la distancia Júpiter-Sol (Über Harmonie im Weltraum, en Annalen der Naturphilosophie, t. IX, 1910, p. 51-110). Obtiene, así: Sol 0, Júpiter 1, Saturno 2, Urano 4, Neptuno 6, Plutón 8; para los planetas interiores pequeños y densos de rotación lenta: Sol 0, Mercurio 1/13, Venus 1/7, Tierra 1/5, Marte 1/3, Júpiter 1. Al final: Sol 0, Júpiter 1/2 do, Saturno 1 do, Urano 2 do, Neptuno 3 sol, Plutón 4 do.[cita requerida]
En 1781, el descubrimiento de Urano confirma la "ley de Bode". Sin embargo, en 1846, el descubrimiento de Neptuno demuestra que la ley de Titius-Bode no es válida más allá de Urano.[cita requerida]